# Szikszó

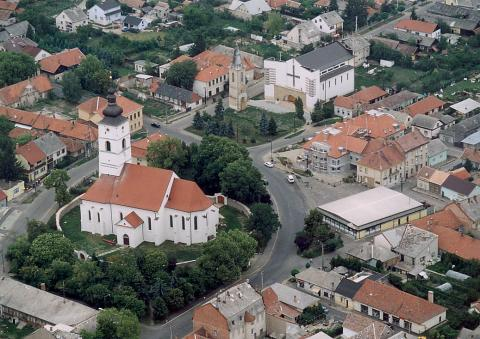
Torget i Szikszó.

Szikszó är en mindre stad i Ungern med 5 329 invånare (2020).